# 血洗川
血洗川（ちあらいがわ）は、神奈川県中郡大磯町を流れる河川である。流路延長は約1.6km、流域面積は2.4km2。

## 地理
神奈川県中郡大磯町の高麗山西部の標高60m付近（北緯35度18分45.5秒 東経139度17分59.6秒 / 北緯35.312639度 東経139.299889度）に源を発する。東海道本線（北緯35度18分28.9秒 東経139度17分55.2秒 / 北緯35.308028度 東経139.298667度）、国道1号（切通橋、北緯35度18分14.2秒 東経139度17分30.3秒）、西湘バイパス（北緯35度18分7.6秒 東経139度17分28.8秒 / 北緯35.302111度 東経139.291333度）をくぐりながら大磯町西小磯を流れ、小淘綾ノ浜（こゆるきのはま、北緯35度18分5.4秒 東経139度17分31秒座標: 北緯35度18分5.4秒 東経139度17分31秒）で相模湾に注ぐ。

## 名称の由来
血洗川の近く、切通しの岩窟中に行基作と伝えられる地蔵があった（現在は大磯町国府本郷の西長院にあり「身代わり地蔵」と呼ばれている）。縁起によれば、源頼朝が鶴岡八幡宮に参拝した際、狼藉をはたらいた者がおり、梶原景時の子悪太郎景義が疑いをかけられた。この地蔵に帰依していた悪太郎はお参りに来た際に畠山重忠によって討たれた。だが、悪太郎の身体には傷はなく、代わりにこの地蔵が血を流し、その腕も刀傷を受けたかのようであった。その時に地蔵が流した血を洗ったことにより、この名がついたと言われている。